# OTS-14 Groza
El OTS-14 «Groza»  (en ruso: ОЦ-14 "Гроза", lit. '"Thunderstorm"') es un fusil de asalto tipo bullpup diseñado en la Federación Rusa que dispara el cartucho 7,62 x 39 y el cartucho subsónico 9 x 39. Fue desarrollado en la década de 1990 en el TsKIB SOO (Centro de Diseño e Investigación de la Oficina de Armas de Caza y Deportivas) de Tula, Rusia.
El arma es coloquialmente llamada OC-14, u OTs-14 "Groza" ("Tormenta eléctrica"). El OTs-14-4A "Groza-4" tiene una variante, denominada TKB-0239 (ТКБ-0239), también conocida como OTs-14-1A "Groza-1", y que emplea el cartucho 7.62×39mm.